# Рене Мер
Рене Шарль Жозеф Ернест Мер (фр. René Charles Joseph Ernest Maire; 29 травня 1878 — 24 листопада 1949) — французький ботанік і міколог. Його основною працею була «Flore de l'Afrique du Nord» у 16 томах, яка видана після його смерті в 1953 році. Він збирав рослини в Алжирі, Марокко, Франції, Малі для гербарію Національного ботанічного саду Бельгії.

## Біографія
Його ботанічна кар'єра почалася дуже рано. У віці 18 років він написав роботу про місцеву флору Верхньої Сони, яка зараз виставлена в Музеї природної історії міста Гре. Він збирав рослини для вивчення в Алжирі та Марокко між 1902 і 1904 роками У 1905 році здобув докторський ступінь. З 1911 року був професором ботаніки на факультеті наук в Алжирі, де спеціалізувався на фітопатології. Уряд Марокко призначив його відповідальним за ботанічні дослідження, крім того, вчений відповідав за такі дослідження в Центральній Сахарі. Він був членом ряду установ, у тому числі Мікологічного товариства Франції (Société mycologique de France) і Товариства природничої історії Мозеля (Société d'histoire naturelle de la Moselle), що базується в Меці, до яких він приєднався в 1897 році на початку своєї кар'єри. Він був автором численних робіт, у тому числі важливих внесків між 1918 і 1931 роками про флору Північної Африки. Закінчив кар'єру на посаді ректора Алжирського університету. Його найбільшим твором стала «Флора Північної Африки», 16-томна праця, опублікована посмертно в 1953 році.

## Внесок
Серед видів, які він назвав або перейменував:
- Amanita codinae (Maire) Singer
- Argyrocytisus battandieri (Maire) Raynaud
- Campanula monodiana Maire
- Gymnopilus sapineus (Fr.) Maire
- Hygrophoropsis aurantiaca (Wulfen: Fr.) Maire
- Hygrophorus reai Maire
- Hypomyces vuilleminianus Maire
- Laccaria bicolor (Maire) PD Orton
- Lentinellus vulpinus (Fr.) Maire & Kühner
- Psathyrella candolleana (Fr.) Maire
- Psathyrella hydrophila (Fr.) Maire
- Xeromphalina campanella (Bataille: Fr.) Maire & Kühner

У 1902 році він також виділив родину Paxillaceae, відзначивши його спорідненість із боровиками на основі анатомічної подібності. Це підтверджено багато років потому молекулярними дослідженнями, які твердо поставили роди Paxillus і Gyrodon в основу клади, що містить представників роду Boletus.

### Спадщина
Французька академія наук нагородила його Монтаньською премією за 1903 рік
На його честь названо декілька видів, у тому числі такі гриби, як буковий мухомор (Russula mairei), Maireella (рід грибів класу дотидеоміцетів), безкільчастий мухомор (Amanita mairei) з Єгипту, Clitocybe mairei, Conocybe mairei, Clavicorona mairei, Cortinarius mairei, Galerina mairei, Hemimycena mairei та Lactarius mairei, серед інших, а також деякі північноафриканські рослини, такі як вівсяниця атласька (Festuca mairei). Рід рослин Mairetis з Канарських островів і Марокко (в родині Boraginaceae) також названий на його честь.